# Liste der Baudenkmale in Loddin
In der Liste der Baudenkmale in Loddin sind alle denkmalgeschützten Bauten der Gemeinde Loddin (Mecklenburg-Vorpommern) und ihrer Ortsteile aufgelistet. Grundlage ist die Veröffentlichung der Denkmalliste des Landkreises Ostvorpommern mit dem Stand vom 30. Dezember 1996. 

## Baudenkmale nach Ortsteilen

### Loddin
| ID | Lage                  | Bezeichnung                     | Beschreibung | Bild         |
| -- | --------------------- | ------------------------------- | ------------ | ------------ |
|    | Dorfstraße 8          | Hofanlage mit Scheune und Stall |              |              |
|    | Dorfstraße 30 (Karte) | Stallscheune                    |              | Stallscheune |
|    | Dorfstraße 35 (Karte) | Stallscheune                    |              | Stallscheune |

### Kölpinsee
| ID | Lage                                     | Bezeichnung                        | Beschreibung | Bild                               |
| -- | ---------------------------------------- | ---------------------------------- | ------------ | ---------------------------------- |
|    | Bahnhof (Karte)                          | Bahnhof                            |              | Bahnhof                            |
|    | Strandstraße 54 (Karte)                  | ehemalige Schule                   |              | ehemalige Schule                   |
|    | Strandstraße (Karte)                     | Kriegerdenkmal                     |              | Kriegerdenkmal                     |
|    | Strandstraße (Karte)                     | Orchesterpavillon und Konzertplatz |              | Orchesterpavillon und Konzertplatz |
|    | Buchenweg (früher: Waldstraße) 1 (Karte) | Beatus Ille (Holzhaus)             |              | Beatus Ille (Holzhaus)             |

## Quelle
- Bericht über die Erstellung der Denkmallisten sowie über die Verwaltungspraxis bei der Benachrichtigung der Eigentümer und Gemeinden sowie über die Handhabung von Änderungswünschen (Stand: Juni 1997; PDF, 934 kB)